# The New Blood
The New Blood foi um stable de wrestling profissional na World Championship Wrestling (WCW).

## Membros
| Lutadores da New Blood \| - Tank Abbott - David Arquette - Mike Awesome - Buff Bagwell - Bam Bam Bigelow - Booker T - Chris Candido - Crowbar - Disco Inferno - Shane Douglas - David Flair - Goldberg - Juventud Guerrera - Bret Hart - Horace Hogan - Jeff Jarrett - Mark Jindrak \| - Johnny the Bull - Chris Kanyon - Billy Kidman - Konnan - Ernest Miller - Rey Misterio, Jr. - Sean O'Haire - Chuck Palumbo - Reno - Mike Sanders - Shawn Stasiak - Rick Steiner - Scott Steiner - Lance Storm - Vampiro - Big Vito - The Wall \| | Líderes da New Blood - Eric Bischoff - Vince Russo Managers da The New Blood - Tylene Buck - Daffney - Miss Hancock - Kimberly Page - Madusa - Midajah - M.I. Smooth - Ron Reis - Shakira (Kim Kanner) - Tammy Lynn Sytch - Torrie Wilson      |
| - Tank Abbott - David Arquette - Mike Awesome - Buff Bagwell - Bam Bam Bigelow - Booker T - Chris Candido - Crowbar - Disco Inferno - Shane Douglas - David Flair - Goldberg - Juventud Guerrera - Bret Hart - Horace Hogan - Jeff Jarrett - Mark Jindrak | - Johnny the Bull - Chris Kanyon - Billy Kidman - Konnan - Ernest Miller - Rey Misterio, Jr. - Sean O'Haire - Chuck Palumbo - Reno - Mike Sanders - Shawn Stasiak - Rick Steiner - Scott Steiner - Lance Storm - Vampiro - Big Vito - The Wall |